# Diplazium procumbens
Diplazium procumbens är en majbräkenväxtart som beskrevs av Richard Eric Holttum.
Diplazium procumbens ingår i släktet Diplazium och familjen Athyriaceae. Inga underarter finns listade i Catalogue of Life.